# Star Movies
Star Movies (раније Fox Movies) јест телевизијски канал у власништву компаније Disney, чији се програм емитује у Америци, Европи и Јапану. На програму се приказују бројни филмови новије продукције.